# Nan Oliveras i Font
Nan Oliveras nacido el 19 de marzo de 1993 en Olot (Gerona), es un triatleta profesional español. Forma parte de la selección española absoluta de Triatlón del equipo Fasttriatlon.
Destacan la medalla de bronce conseguida en el Campeonato del Mundo Sub-23 (Chicago 2015), el cuarto puesto en la Copa del Mundo de Turquía (2015) y dos títulos de Campeón de España Absoluto Sprint y Olímpico (2014 y 2015)

## Trayectoria deportiva
Empezó con la natación y a los 10 años comenzó a practicar atletismo, donde corría en la especialidad de campo a través. A los 14 años se inició con el triatlón. Más tarde ya ingresó en el Centro de Alto Rendimiento de Madrid.
Nan ha pasado por todas las categorías de la Selección Española de Triatlón, compitiendo en los distintos europeos y mundiales de su categoría. Con sólo 19 años ya formó parte de la selección absoluta, debutando en las Series Mundiales en Hamburgo.

## Palmarés
- 3.º del Mundo de Triatlón Sub-23 (Chicago 2015)
- 4.º en la Copa del Mundo de Turquía (2015)
- 3.º en la Copa de Europa de Francia (2015)
- 1.º en el Campeonato de España Olímpico (2015)
- 4.º en la Copa Continental de África (2014)
- 1.º en el Campeonato de España Sprint (2014)
- 3.º en la Copa Continental de Chile (2014)
- 4.º en la Copa Continental de Argentina (2014)
- 1.º en la Copa del Rey de Triatlón (2014)
- 4.º del Mundo de Duatlón Junior (2013)